# Balkan Insight
Balkan Insight — вебсайт Балканської мережі журналістських розслідувань (BIRN), який фокусується на новинах, аналізі, коментарях та журналістських розслідуваннях з Південно-Східної Європи. BIRN була заснована у 2004 році як мережа неурядових організацій з метою сприяння розвитку сильних, незалежних і вільних ЗМІ у Південній та Східній Європі. Balkan Insight є наступником інформаційного бюлетеня BIRN «Balkan Crisis Report». Він висвітлює події в Албанії, Боснії і Герцеговині, Болгарії, Хорватії, Косові, Північній Македонії, Чорногорії, Молдові, Румунії та Сербії.

## Огляди
Neue Zürcher Zeitung повідомила, що Balkan Insight є «високоповажним інтернет-порталом», а BIRN «цінують за його незалежність і серйозність». У 2015 році журнал Academicus International Scientific Journal повідомив, що Balkan Insight є «провідним новинним сайтом, що висвітлює регіон Західних Балкан», і часто публікує думки міжнародних лідерів. За словами Робіна Вілсона, Balkan Insight є цінним джерелом об'єктивного аналізу колишніх югославських країн, на противагу югославським ЗМІ, що розкололися на націоналістичній основі. Вілсон заявив, що Balkan Insight залучає якісних авторів і зберігає поділ між репортажами та думками.
Серед журналістів та репортажів BIRN, які отримали нагороди, — Кренар Ґаші та команда розслідувачів BIRN, які виграли нагороду «Найкращий друкований/онлайн-репортаж 2006 року» за матеріал «Колишні поліцейські організували аферу з косовськими паспортами», що була вручена Асоціацією професійних журналістів Косова. Арбана Джарра стала переможницею журналістського конкурсу 2006 року, організованого Програмою розвитку Організації Об'єднаних Націй (ПРООН), Організацією з безпеки і співробітництва в Європі (ОБСЄ) та Косовським антикорупційним агентством, за свої репортажі про корупцію у виданні Balkan Insight та косовській щоденній газеті Koha Ditore. У 2020 році BIRN отримала нагороду за свободу преси від австрійського відділення «Репортерів без кордонів».

## Фінансування
Донорами Балканської мережі журналістських розслідувань є Австрійське агентство розвитку, Балканський фонд за демократію, благодійна ініціатива Civitates, Представництво Європейського Союзу в Чорногорії, Фонд ERSTE, Європейська комісія, Фонд Конрада Аденауера, Фонд братів Рокфеллерів, Голландський фонд регіонального партнерства/Matra та Шведське агентство з питань міжнародного розвитку та співробітництва.